# ユースタス・セシル
ユースタス・ブラウンロー・ヘンリー・ガスコイン＝セシル卿（英語: Lord Eustace Brownlow Henry Gascoyne-Cecil、1834年4月24日 – 1921年7月3日）、通称ユースタス・セシル卿（Lord Eustace Cecil）は、イギリスの政治家。イギリスの首相第3代ソールズベリー侯爵ロバート・ガスコイン＝セシルの弟であり、兵站測量総監（1874年 – 1880年）、庶民院議員（1865年 – 1885年）を務めた。

## 生涯
第2代ソールズベリー侯爵ジェイムズ・ガスコイン＝セシルと1人目の妻フランシス・メアリー（Frances Mary、1839年10月15日没、バンバー・ガスコインの娘）の四男として、1834年4月24日に生まれた。
1851年11月21日、第43歩兵連隊のエンサイン（歩兵少尉）への辞令を購入した。1854年1月13日、中尉への辞令を購入して昇進した。同年6月30日、第88歩兵連隊に転じた。同年12月26日、大尉（Lieutenant and Captain）に昇進した。1855年から1856年にかけてクリミア戦争に参戦した。1861年7月2日、中佐（Captain and Lieutenant-Colonel）への辞令を購入して昇進した。1863年7月、軍務から引退した。
ドーセット、エセックス、ミドルセックス州の治安判事を務めた。
政界では保守党に属し、1865年イギリス総選挙で2人区サウス・エセックス選挙区から出馬して、2,710票（2位）を得て当選した。1868年イギリス総選挙で2人区ウェスト・エセックス選挙区に鞍替えして無投票で当選、1874年イギリス総選挙でも無投票で再選したのち、1880年イギリス総選挙で2,397票（2位）を得て再選した。1874年から1880年まで兵站測量総監を務めた。

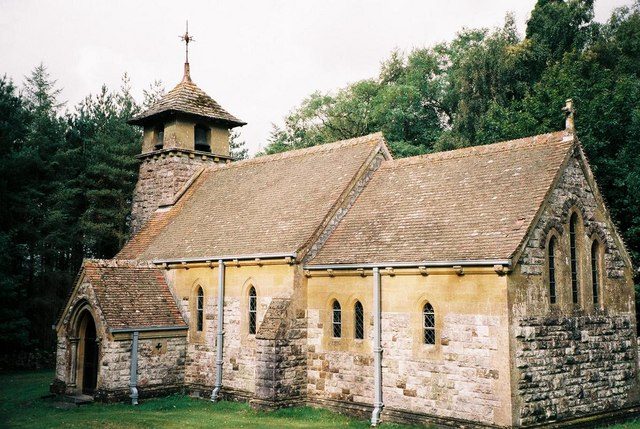
セント・アルドヘルム教会、1992年撮影。

1874年にライチェット・ヒースの土地を購入し、1875年に邸宅ライチェット・ヒース・ハウス（Lytchett Heath House）を建てたのち、1898年に建築家ジョージ・クリックメイ（George Crickmay）を招聘してセント・アルドヘルム教会を建てた。
1921年7月3日に死去した。

## 著作
- Cecil, Lord Eustace (1871). Speeches on Army Reform, by G. O. Trevelyan, Esq., M.P., Examined and Considered (英語). London: Edward Stanford.

## 家族
1860年9月18日、ガートルード・ルイーザ・スコット（Gertrude Louisa Scott、1919年4月30日没、第2代エルドン伯爵ジョン・スコットと妻ルイーザの四女）と結婚、2男1女をもうけた。
- イヴリン（1865年5月30日 – 1941年4月1日） - 初代ロックリー男爵[13][14]
- アルジャーノン（1879年1月31日 – 1953年4月13日） - 1923年7月17日、グウェンドリン・ファニー・ゴドルフィン・オズボーン（Gwendolen Fanny Godolphin Osborne、1933年2月25日没、第10代リーズ公爵ジョージ・オズボーンの娘）と結婚、子供なし[12]
- ブランシュ・ルイーザ（1872年4月2日 – 1945年1月21日） - 生涯未婚[12]